# Prix biennal hainuyer de langues régionales
Le Prix biennal hainuyer de langues régionales est un prix biennal décerné par la Députation provinciale de la province de Hainaut.
Ce prix ne peut être attribué qu'à un écrivain né en Hainaut ou y résidant depuis trois ans au moins, ou à un collectif travaillant en Hainaut. Les candidats au prix doivent nécessairement s'exprimer dans une langue régionale en usage dans le Hainaut.
Le prix pourra être décerné aussi bien pour une œuvre en prose (romans, contes, nouvelles, essais) que pour une œuvre théâtrale ou poétique. 
Il a été créé en 1993 en remplacement du prix de littérature dialectale (créé en 1949).
Un jury de sept membres est désigné par la Députation provinciale.
Son montant est de 2500€.
Il est un des Prix du Hainaut.

## Palmarès
Citons entre autres :
- 2002 : David André pour son recueil  Wayin  ;
- 2004 : Dominique Heymans, Le Rœulx, pour son recueil Dès trôs su l'bèle, éd. èl Bourdon ;
- 2006 : Gabriel Corin, Courcelles, pour El Chavéye as fordines, Charlèrwè- El Louviére, 2005.